# Gerhard Kerschbaumer
Gerhard Kerschbaumer (* 19. Juli 1991 in Brixen) ist ein italienischer Mountainbiker aus Verdings (Klausen). Er ist mehrfacher nationaler Cross Country-Meister und war Teilnehmer bei den Olympischen Spielen 2012 in London.

## Karriere
Kerschbaumer begann seine Karriere 2000 bei der Radsektion des S. V. St. Lorenzen, wo er bis 2009 mitfuhr. 2009 fuhr er seine ersten Profirennen beim Cross Country Junioren-Weltcup, bei denen er als bestes Ergebnis einen zweiten Rang erzielte. Im selben Jahr wurde er italienischer Cross Country-Meister. 2010 gewann er sein erstes U23-Weltcuprennen in Pietermaritzburg und er wurde Fünfter bei den Mountainbike-Weltmeisterschaften 2010 in der U23-Klasse.
2011 gewann er vier von sieben Rennen und sicherte sich hierdurch den Weltcupgesamtsieg. 2012 gewann er eines von sieben U23-Weltcup-Rennen und beendete die Saison mit dem zweiten Platz der Gesamtwertung. Im selben Jahr nahm er an den Olympischen Spielen in London teil.
Beim Rennen in der Hadleigh Farm belegte er den dreizehnten Platz.
2013 wurde er in Südafrika U23-Weltmeister (neben Jolanda Neff bei den Frauen U23) und im Elite-Weltcuprennen in Andorra belegte er den fünften Platz.

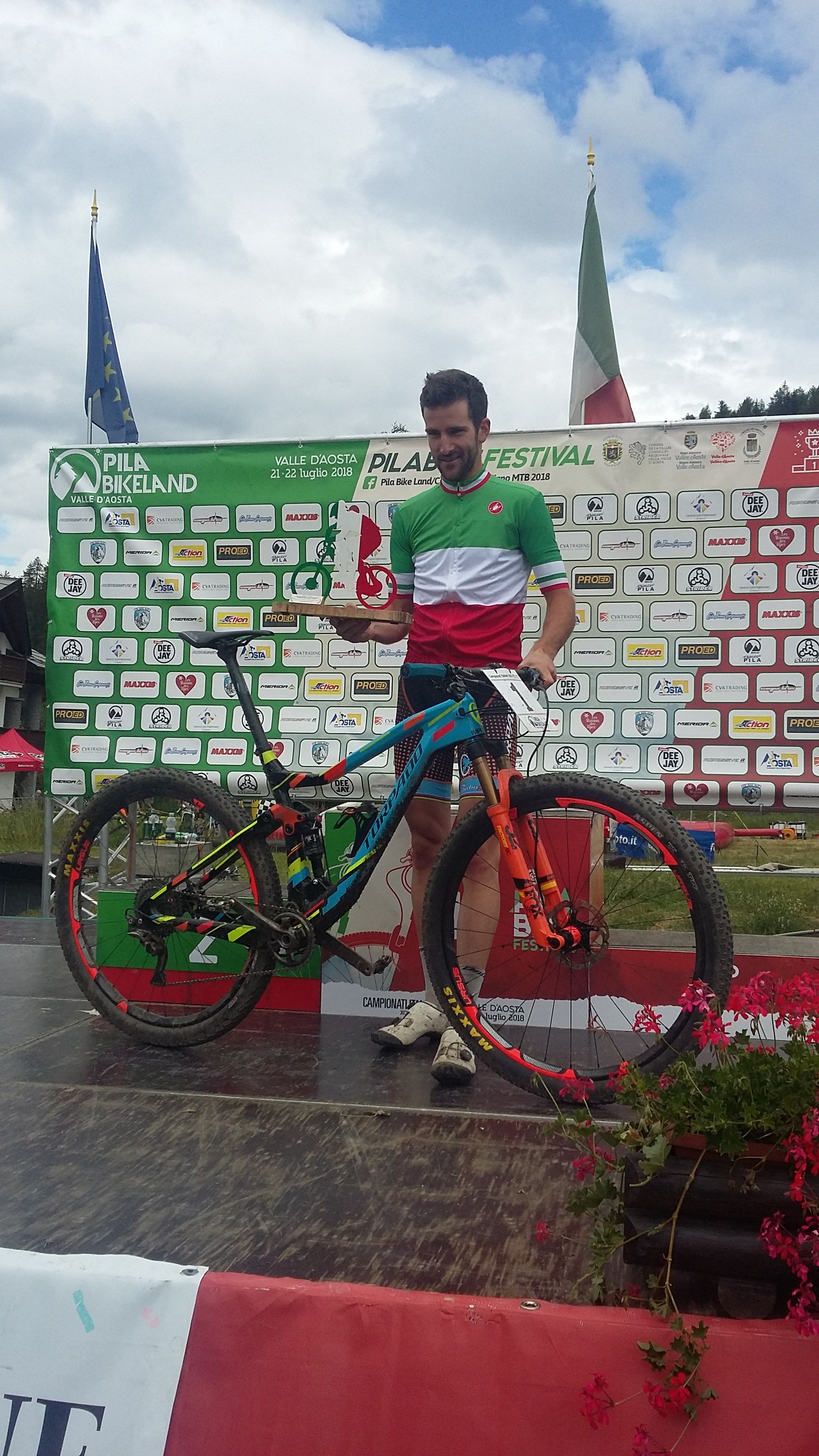
Italienmeister 2018

Im Jahr 2015 und 2016 belegte er jeweils zweimal den ersten Platz bei internationalen Rennen (Kirchberg in Tirol; Courmeyeur-Italien)(Ottenschlag im Mühlkreis-Österreich; Salamis, Griechenland). 2017 belegte er den dritten Platz beim Elite Weltcuprennen in Mont Sainte Anne (Kanada) und zudem wurde er im selben Jahr zum Italienmeister gekürt.
2018 holte er sich in Andorra seinen ersten Weltcupsieg, er belegte den zweiten Platz beim Weltcuprennen in Val di Sole (Italien) und wurde erneut Italienmeister der Elite. Zudem gewann er einige internationale Rennen. Im September wurde der Südtiroler in der Lenzerheide (Schweiz) hinter Nino Schurter Vize-Weltmeister Cross Country.

## Erfolge
2009
- 1. Platz Junioren, Cross-Country Weltcup (Offenburg)
- 1. Platz Junioren, Cross-Country Weltcup (Houffalize)
- 1. Platz Junioren, Cross-Country Weltcup (Schladming)
- Junioren Cross-Country Europameister (Zoetermeer)
- Junioren Cross-Country Weltmeister (Canberra)
- Weltmeister mit der Cross-Country Staffel (Canberra)

2010
- 5. Platz U23-Weltmeisterschaft (Mont Sainte Anne)

2011
- 1. Platz U23, Cross-Country Weltcup (Pietermaritzburg)
- 1. Platz U23, Cross-Country Weltcup (Mont-Sainte-Anne)
- 1. Platz U23, Cross-Country Weltcup (Windham)
- 6. Platz U23, Cross-Country Weltcup (Nové Město na Moravě)
- 1. Platz U23, Cross-Country Weltcup (Val di Sole)
- Gesamtsieg U23, Cross-Country Weltcup
- Bronze mit der Cross-Country Staffel
- U23 Cross-Country Europameister (Dohnany)

2012
- 2. Platz Gesamtrang U23, Cross-Country Weltcup
- 7. Platz U23, Cross-Country Weltmeisterschaften (Saalfelden)
- 13. Platz Cross-Country-Olympiarennen (Hadleigh Farm)
- 1. Platz U23, Cross-Country Weltcup (Val-d’Isère)

2013
- 1. Platz Staffel, Cross-Country Weltmeisterschaften (Pietermaritzburg)
- 1. Platz U23, Cross-Country Weltmeisterschaften (Pietermaritzburg)

2014
- 5. Platz Elite, Cross-Country Weltcup (Meribel, Frankreich)

2015
- 1. Platz Elite, Cross-Country International race (Kirchberg, Österreich)
- 1. Platz Elite, Cross-Country International race (Courmeyeur, Italien)
- 4. Platz Elite, Cross-Country International race (Baku, Aserbaidschan)
- 13. Platz Elite, Cross-Country Weltcup (Nové Město na Moravě, Tschechien)
- 2. Platz Elite, Cross-Country International race (Maser, Italien)

2016
- 2. Platz Elite, Cross-Country International race (Obertraun, Österreich)
- 1. Platz Elite, Cross-Country International race (Ottenschlag im Mühlkreis, Österreich)
- 3. Platz Elite, Cross-Country International race (Meribel, Frankreich)
- 4. Platz Elite, Marathon International race (Alta Valtellina, Italien)
- 10. Platz Elite, Cross-Country Europameisterschaft (Husqvarna, Schweden)
- 1. Platz Elite, Marathon International race (Salamis, Griechenland)

2017
- Elite, Cross-Country Italienmeister (Genua, Italien)
- 3. Platz Elite, Cross-Country Weltcup (Mont Sainte Anne, Kanada)
- 3. Platz Staffel, Cross-Country (Brescia, Italien)
- 13. Platz Elite, Cross-Country Weltmeisterschaft (Cairns, Australien)
- 8. Platz Elite, Cross-Country Weltcup (Lenzerheide, Schweiz)

2018
- 1. Platz Elite Herren, Cross-Country Weltcup (Vallnord)
- 2. Platz Elite, Cross-Country Weltcup (Val di Sole, Italy)
- Elite, Cross-Country Italienmeister (Pila, Aostatal)
- 1. Platz Elite, Cross-Country International race (Graz, Austria)
- 1. Platz Elite, Cross-Country International race (Kirchberg in Tirol, Austria)
- 1. Platz Elite, Cross-Country International race (Pineto, Italy)
- 1. Platz Elite, Cross-Country International race (Alpago, Italy)
- Silber, Cross-Country Weltmeisterschaft (Lenzerheide, Schweiz)